# Rebirth
Rebirth je četvrti studijski album američke pjevačice Jennifer Lopez objavljen 1. ožujka 2005. u izdanju Epic Recordsa.

## O albumu
Radno ime albuma bilo je Call Me Jennifer. Taj naziv je korišten kao odgovor na naziv albuma J. Lo koji joj je donio reputaciju dive. Album je uz Lopez napisao i producirao njen suprug Marc Anthony. S albuma su izdana dva singla. Prvi, "Get Right" je postao veliki hit i jedan od njenih najuspješnijih singlova. Postoji i remiks singla na kojem gostuje reper Fabolous. Drugi singl s albuma "Hold You Down" bio je osrednje uspješan dospjevši u top 50 većine država. S albuma je trebao biti izdan i treći singl "Cherry Pie", ali je otkazan zbog slabe prodaje albuma. Album je debitirao na drugoj poziciji američke top liste albuma s prodajom od 261.000 primjeraka u prvom tjednu prodaje. Do sada je prodan u 730.000 primjeraka u SAD-u te je dobio platinastu certifikaciju. Album je bio uspješan i u inozemstvu, osobito u Europi. Sveukupno je prodan u dva milijuna primjeraka te je proglašen jednim od najboljih albuma 2005. godine u Brazilu.

## Popis pjesama
| Br. | Skladba                      | Trajanje |
| --- | ---------------------------- | -------- |
| 1.  | »Get Right«                  | 3:45     |
| 2.  | »Step Into My World«         | 4:05     |
| 3.  | »Hold You Down«              | 4:32     |
| 4.  | »Whatever You Wanna Do«      | 3:49     |
| 5.  | »Cherry Pie«                 | 4:06     |
| 6.  | »I Got U«                    | 3:57     |
| 7.  | »Still Around«               | 3:22     |
| 8.  | »Ryde or Die«                | 4:03     |
| 9.  | »I, Love«                    | 3:42     |
| 10. | »He'll Be Back«              | 4:18     |
| 11. | »(Can't Believe) This Is Me« | 4:44     |
| 12. | »Get Right« (ft. Fabolous)   | 3:31     |

| 13. | »Get Right« (instrumentalna verzija) | 2:52 |

| 13. | »Get Right« (hip-hop remiks, ft. Fabolous) | 2:49 |

| 13. | »Get Right« (video)                | 5:04 |
| 14. | »Get Right« (video remiks verzije) | 3:59 |

## Top liste
| Top liste (2005.)      | Pozicija |
| ---------------------- | -------- |
| Australija             | 10       |
| Austrija               | 5        |
| Belgija (Flandrija)    | 4        |
| Belgija (Valonija)     | 4        |
| Kanada                 | 2        |
| Danska                 | 15       |
| Europa                 | 1        |
| Nizozemska             | 1        |
| Finska                 | 19       |
| Francuska              | 7        |
| Njemačka               | 3        |
| Irska                  | 9        |
| Italija                | 3        |
| Novi Zeland            | 22       |
| Norveška               | 25       |
| Španjolska             | 2        |
| Švedska                | 14       |
| Švicarska              | 1        |
| Ujedinjeno Kraljevstvo | 8        |
| SAD Billboard 200      | 2        |
| SAD R&B/Hip-Hop Albums | 2        |

## Singlovi
Get Right
Prvi singl s albuma, "Get Right", jedan je od njenih najuspješnijih singlova. Pjesma je korištena za promociju doigravanja NBA sezone 2004./05. Postoji i remiks pjesme na kojem gostuje reper Fabolous.
Hold You Down
"Hold You Down" drugi je singl objavljen s albuma. Na singlu gostuje Fat Joe. Najveći uspjeh postigao je u Ujedinjenom Kraljevstvu gdje je dospio na 6. mjesto. Za razliku od Ujedinjenog Kraljevstva, u SAD-u singl se nije ni probio na top listu singlova.

## Prodaja i certifikacije
| Država                 | Certifikacija | Prodaja |
| ---------------------- | ------------- | ------- |
| Australija             | zlatna        | 35.000  |
| Kanada                 | platinasta    | 100.000 |
| Francuska              | zlatna        | 69.300  |
| Mađarska               | zlatna        | 10.000  |
| Irska                  | zlatna        | 7.500   |
| Japan                  | platinasta    | 250.000 |
| Švicarska              | zlatna        | 15.000  |
| Ujedinjeno Kraljevstvo | zlatna        | 100.000 |
| SAD                    | platinasta    | 731.000 |